# Fousseni Coulibaly
Pour les articles homonymes, voir Coulibaly.
Fousseni Coulibaly qu'on surnomme « Le spontané » ou « Fouss Coul » est un animateur de télévision en Côte d'Ivoire

## Biographie
Entré à la RTI en 1987, « Fouss Coul » va tout abandonner pour rejoindre Paris afin d’y poursuivre ses études. Il y fait des stages dans plusieurs médias. C'est ainsi qu'il sera promu directeur d'un magazine appelé « Nouvelle Afrique » avec comme collaborateur Joseph Andjou et Alain Mévégué aujourd'hui respectivement à I télé et RFI. Par amour pour son pays, il décide de rentrer deux ans plus tard. Pourtant les choses ne vont pas se faire aussi facilement puisqu'il est obligé de passer un test d'entrée à la radio avant de réintégrer la « maison bleue de Cocody » (RTI). Assistant de production auprès de Georges Aboké et Francis Aka avant son départ pour l'hexagone, « Le Spontané » revient cette fois comme animateur sur Radio Côte d'Ivoire. Sans découragement, plus tard, Fousseni Coulibaly propose ses services aux responsables de TV2 qui acceptent. C'est le début d'une nouvelle collaboration. 
Il anime « Aurore », les matinales sur TV2 (les mercredis et jeudis). Bien avant, c'est par le magazine Le consommateur que Fouss Coul fera sa nouvelle entrée à la télévision. La plupart des professionnels des médias trouvent pourtant que Fouss Coul reste souvent prolixe à l'antenne et qu'il manque beaucoup de charme à ses émissions. Même si le contenu est riche et varié, on lui reproche aussi le ton rapide et pressé de ses émissions. 